# Service de la Sûreté (Paris)
Ne doit pas être confondu avec la Direction de la Sûreté générale.
Le service de la Sûreté (ou service de Sûreté, ou brigade de Sûreté, ou police de Sûreté) était un service de police judiciaire de la Préfecture de police de Paris entre 1832 et 1913.

## Histoire
Le service de la Sûreté fut fondé le 15 novembre 1832 par le préfet de police Henri Gisquet afin de remplacer la brigade de sûreté que dirigeait l'ancien bagnard Vidocq et qui employait des repris de justice.
La mission des agents du service consistait à rechercher les auteurs de crimes ou délits et à les arrêter. Ils opéraient en civil. Leurs effectifs ont varié entre une trentaine d'hommes à ses débuts et dix fois plus en 1889, les attributions du service ayant été étendues. Ainsi, la brigade des mœurs a été rattachée à la Sûreté en 1881.
Depuis un arrêté du 20 décembre 1832 applicable au 1er janvier 1833, le chef du service était placé sous les ordres du chef de la police municipale, ce qui a obligé plusieurs d'entre eux à renoncer à leur écharpe de commissaire et à accepter d'être remis officier de paix. Cette situation a pris fin le 1er mai 1887, quand la police de Sûreté fut directement rattachée au cabinet du préfet de police. À partir de 1902, son chef serait même obligatoirement un commissaire de police.
Les bureaux du service étaient situés au palais de la préfecture de police, rue de Jérusalem, puis au no 7 du quai de l'Horloge et enfin au 36, quai des Orfèvres.

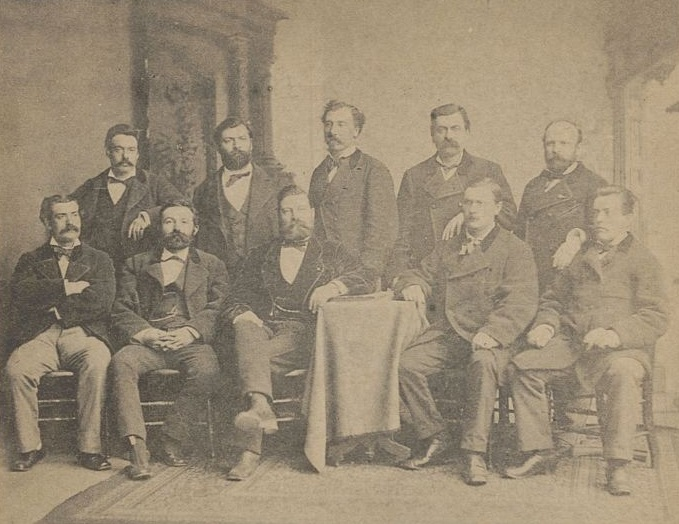
Agents du Service de la Sûreté (1876).
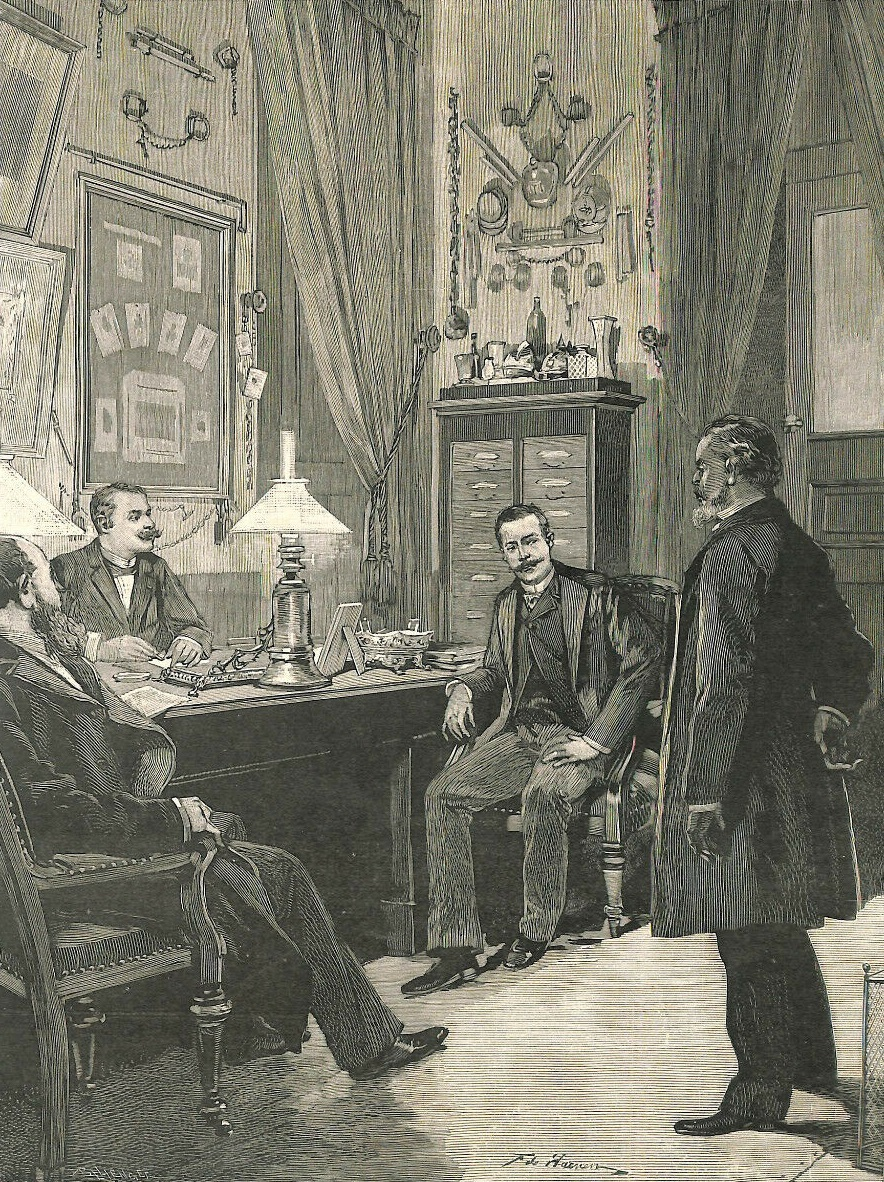
Aveux d'Anastay dans le cabinet du chef de la Sûreté (1892).
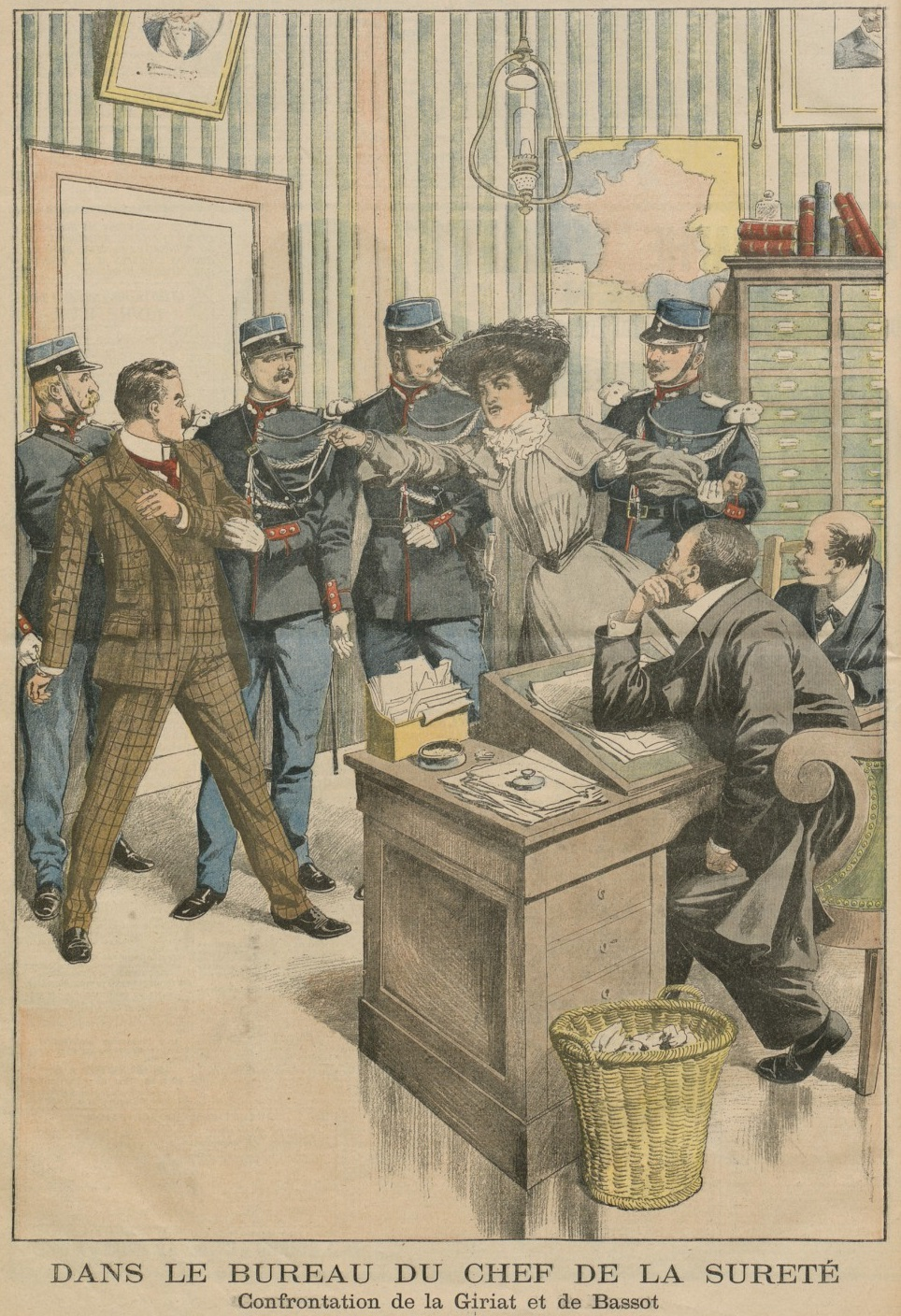
Confrontation de deux suspects du meurtre d'Eugénie Fougère dans le bureau du chef de la Sûreté, Octave Hamard (1903).

Par un arrêté du 3 août 1913, applicable au 1er septembre et opérant une réorganisation profonde de ses services, le préfet de police Hennion institua une direction de la police judiciaire ayant dans ses attributions un service central de Sûreté auquel seraient désormais attachés deux commissaires de police. Le dernier chef du service de Sûreté, Xavier Guichard, fut alors nommé commissaire divisionnaire de l'une des huit divisions de la capitale.

## Chefs
- Pierre Allard (d) : 1832-1848
- Félix Peyraud (d)[11] (par intérim) : 1848-1849
- Pierre-Louis Canler : 1849-1851
- Joachim Balestrino (d) : 1851-1853
- Joseph Collet (d) : 1853-1858
- Louis Tenaille (d) : 1858-1859
- Antoine Claude : 1859-1875 (poste usurpé par Philippe-Auguste Cattelain sous la Commune)[12]
- Étienne Jacob : 1875-1879
- Gustave Macé : 1879-1884
- Louis Kuehn : 1884-1885
- Ernest Taylor : 1885-1887
- Marie-François Goron : 1887-1894
- Armand Cochefert (d) : 1894-1902
- Octave Hamard (d) : 1902-1912
- Xavier Guichard : 1912-1913

Portraits
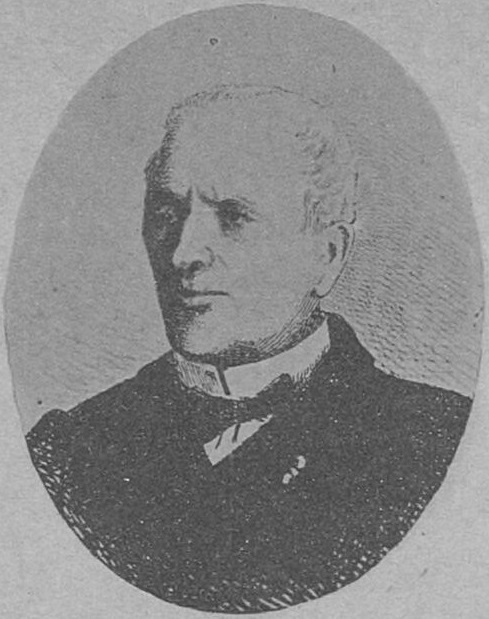
Claude [1859-1875]
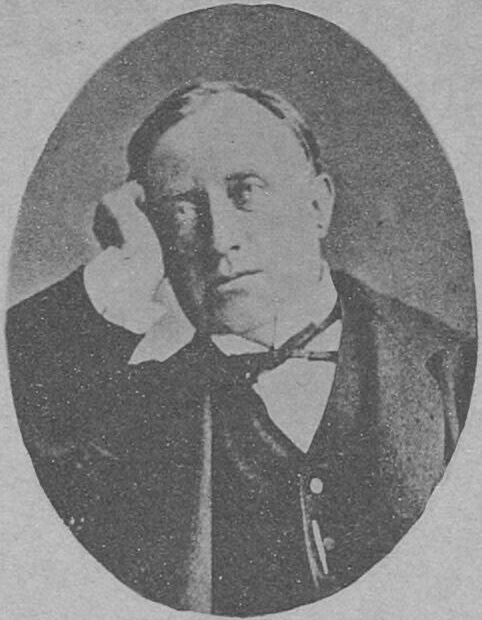
Jacob [1875-1879]
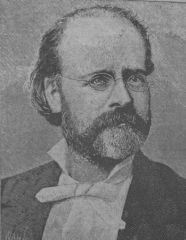
Macé [1879-1884]
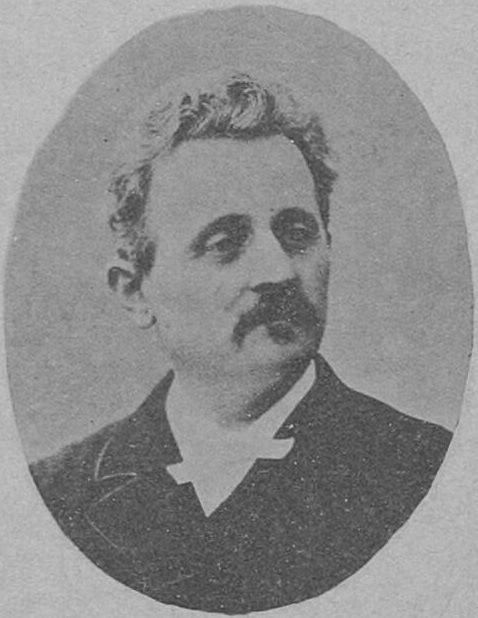
Kuehn [1884-1885]
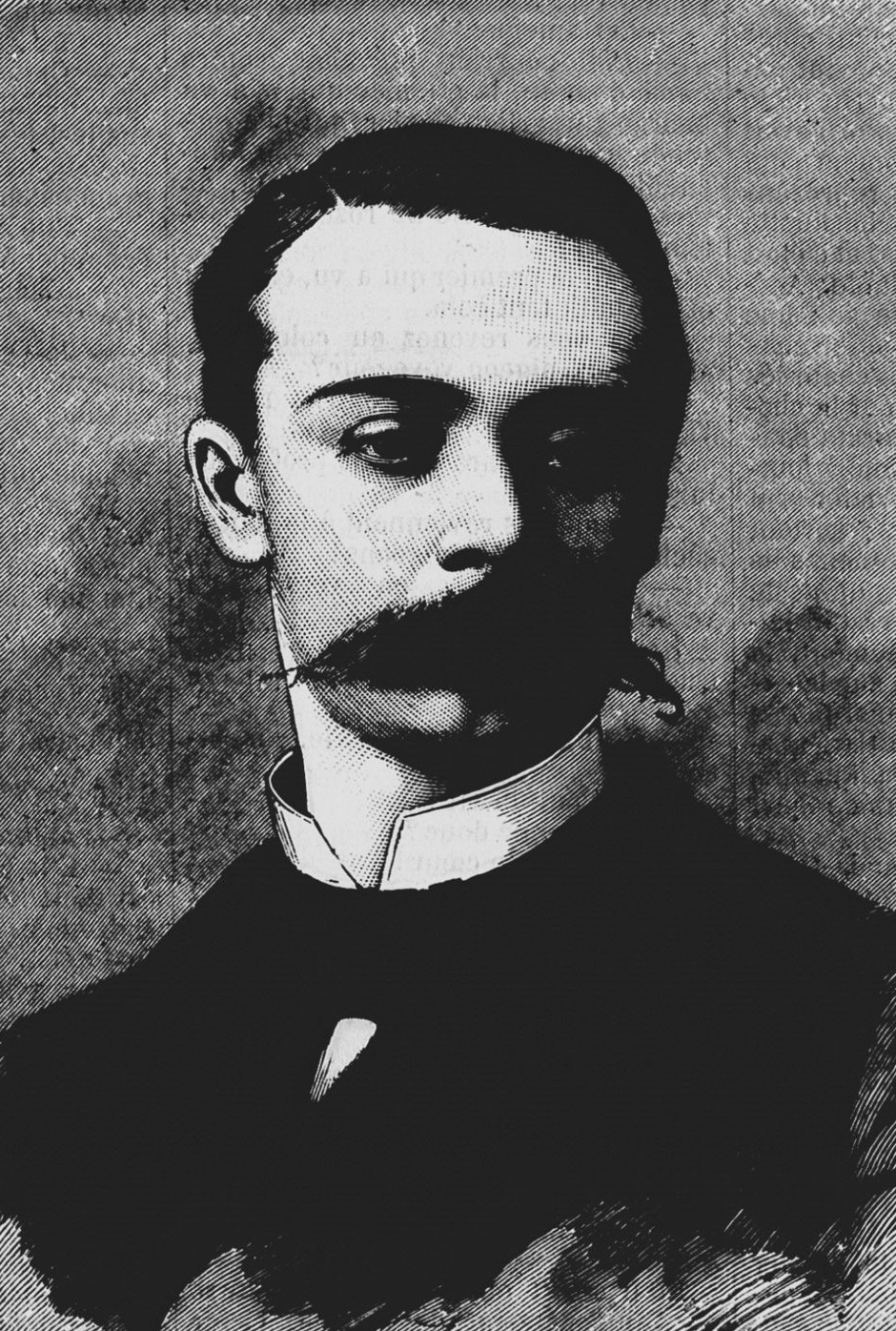
Taylor [1885-1887]
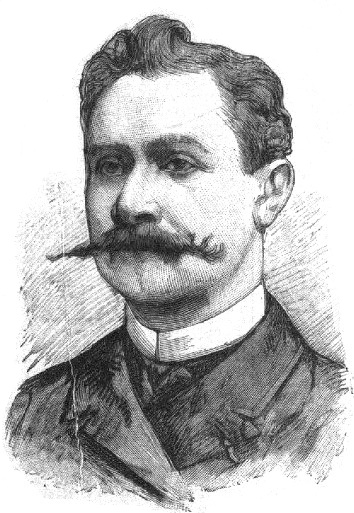
Goron [1887-1894]
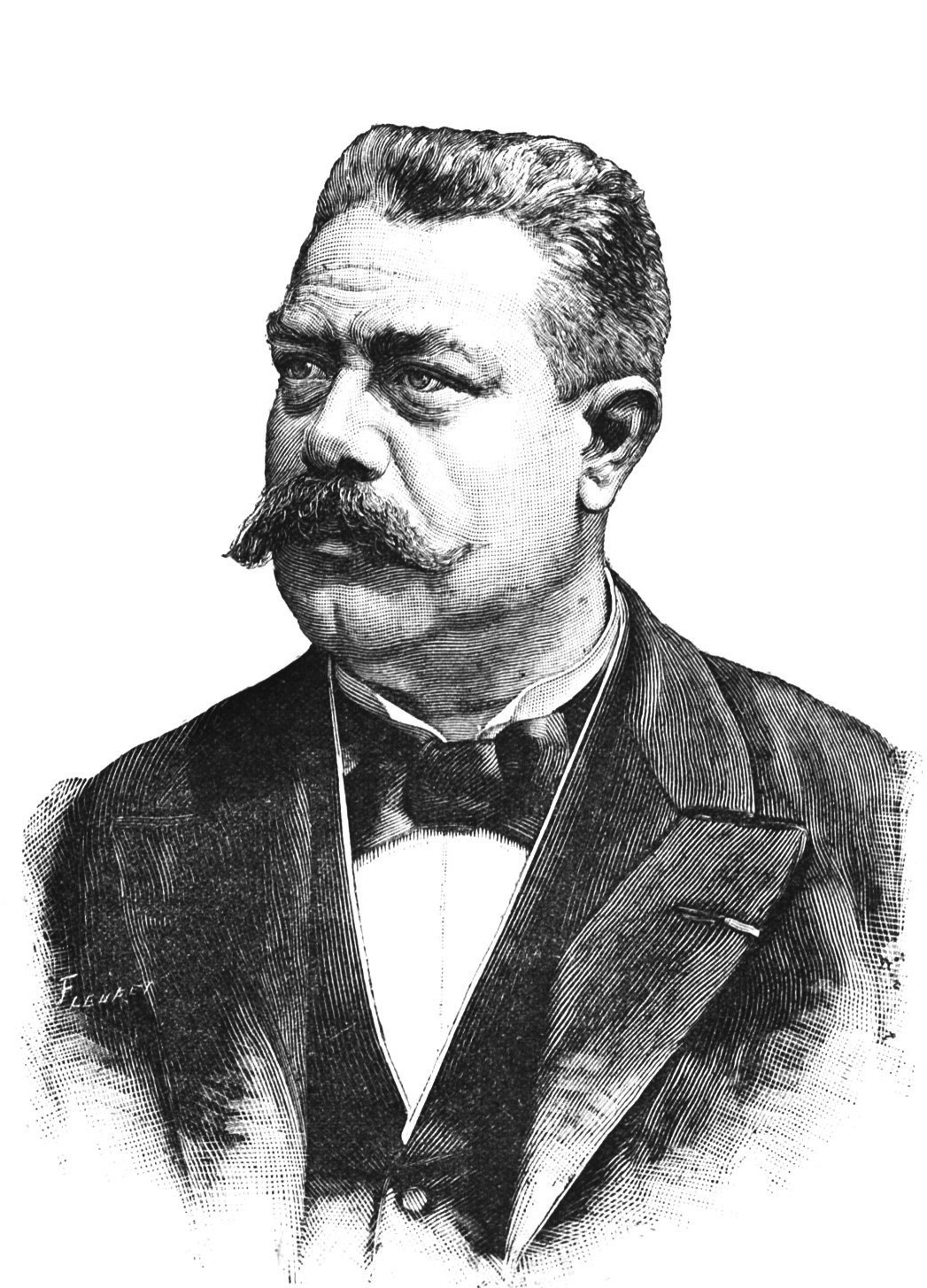
Cochefert [1894-1902]
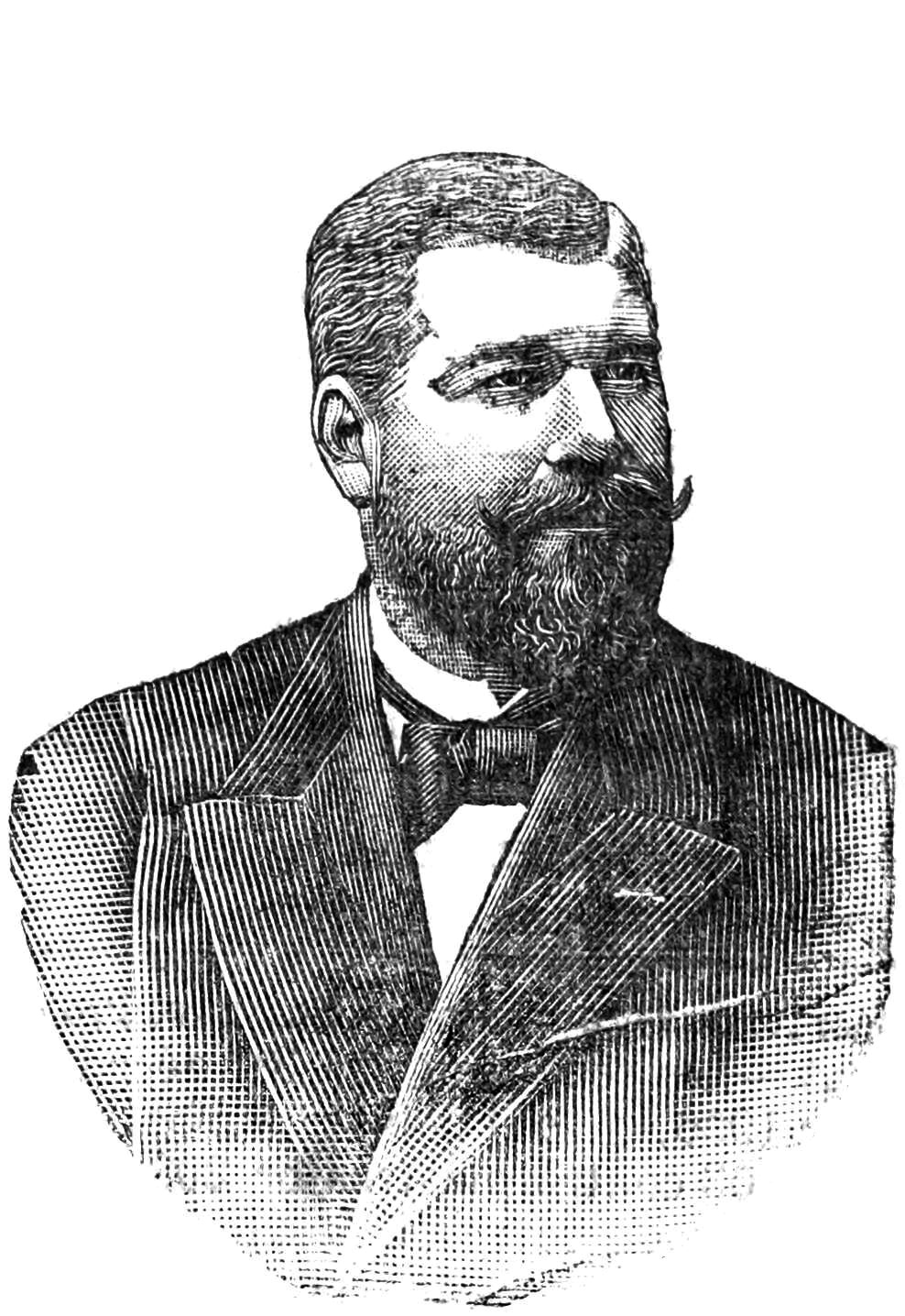
Hamard [1902-1912]
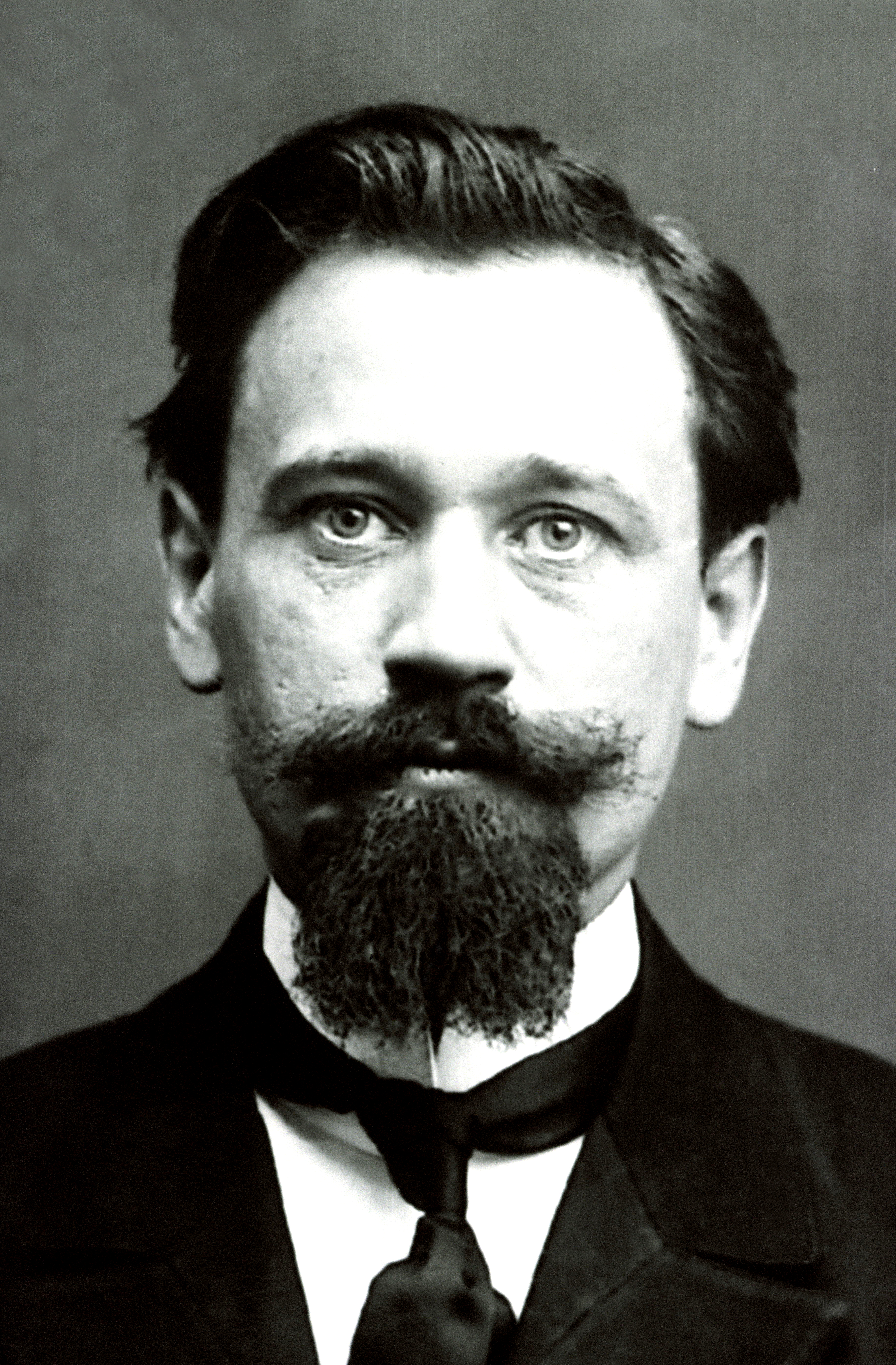
Guichard [1912-1913]